# Piedemonte de hielo Mozart
El Piedemonte de hielo Mozart es un piedemonte de hielo en la costa oeste de la isla Alejandro I de la Antártida. Tiene 110 kilómetros de largo, recorrido en dirección noroeste-sureste, y 28 kilómetros de ancho en su parte más ancha. Derek J.H. Searle, de la British Antarctic Survey, lo cartografió en 1960 a partir de fotografías aéreas tomadas por la Expedición de investigación antártica Ronne entre 1947 y 1948. El Comité de Topónimos Antárticos del Reino Unido le dio su nombre en honor al compositor austríaco Wolfgang Amadeus Mozart. Algunos accidentes geográficos dentro de esta área se nombran en asociación con el Piedemonte de hielo de Mozart, como el nunatak Fígaro, junto con algunos otros accidentes geográficos.